# Angel in Disguise
Angel In Disguise ist ein Contemporary R&B-Song der US-amerikanischen Sängerin Brandy aus ihrem zweiten Studioalbum Never Say Never. Der von LaShawn Daniels, Fred Jerkins III, Rodney "Darkchild" Jerkins, Isaac Philips, Nycolia Turman, and Traci Hale geschriebene und von Darkchild produzierte Track wurde im Januar des Jahres 1999 als Promotion-Single in den Vereinigten Staaten veröffentlicht. Der Song wurde also nur im Radio gespielt, war jedoch nicht als CD-Single erhältlich. Es existieren lediglich rare Vinyl-Pressungen. Das Lied wurde bislang noch nie live gesungen, und es wurde auch kein Musikvideo produziert. Der R&B-Sänger Joe steuerte den Backgroundgesang bei.

## Chartplatzierungen
| ChartsChartplatzierungen       | Höchstplatzierung | Wochen |
| ------------------------------ | ----------------- | ------ |
| Vereinigte Staaten (Billboard) | 72 (17 Wo.)       | 17     |